# Ballynahinch

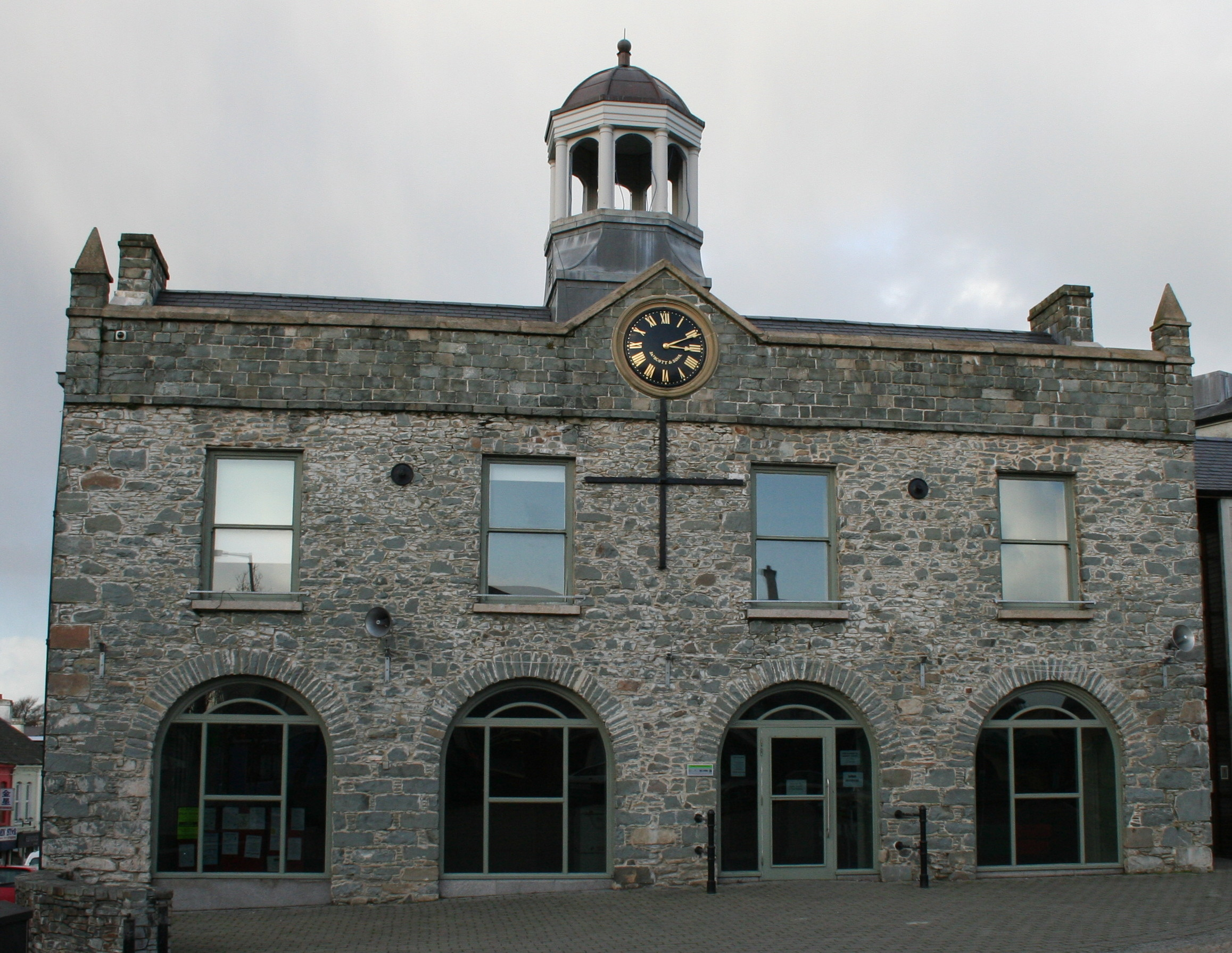
Budynek targu miejskiego

Ballynahinch (irl. Baile na hInse) − miasto w Irlandii Północnej w hrabstwie Down leżące pomiędzy Newcastle a Downpatrick.

## Demografia
Populacja miasta wynosiła 5364 mieszkańców (2001). Około 31,3% mieszkańców stanowili katolicy, natomiast 65,4% protestanci. Bezrobocie w mieście wynosiło 3,7%.

## Zabytki
- Młyn na obrzeżach miasta
- Budynek targu miejskiego zbudowany w 1795 roku